# J. B. Tresch
J. B. Tresch fue un compositor de obras corales, aunque sólo un repertorio muy limitado sobrevive hoy.
Los trabajos conocidos incluyen un Ave Maria, Sacerdotes Domini, un Jubiläum y un Offertorium.  El estilo es clásico y relativamente sencillo, y claramente todos los trabajos conocidos son de índole sacra. Su trabajo más veces interpretado es su Ave Maria.
J.B. Tresch es probablemente Jean-Baptiste Tresch de Niederfeulen de la región de Eifel de Luxemburgo.  Nació en 1773 y murió en 1821 , y asistió a la universidad de Luxemburgo, un universidad Jesuita anteriormente en la ciudad de Luxemburgo.